# Arpone
L' Arpone est un jeu d'orgue appartenant à la famille des jeux d'anche.

## Étymologie
Nom italien, de Arpa (= harpe) avec le suffixe superlatif -one. Ce nom signifie donc « grosse harpe ».
En Italien : ARPONE, pas d'équivalent dans les autres langues.

## Description
Il s’agit d’un jeu d’anche cruchant dont la sonorité se rapproche de celle du cromorne, mais plus douce que ce dernier. Bien qu’il soit souvent associé au jeu de Oboe (hautbois italien) dont il représente la basse, il n’est pas bassonant (contrairement à l’orgue français où le basson est toujours associé au hautbois). Il s'apparente à une bombarde douce.

## Occurrences
Le Arpone se rencontre en 16 pieds et en 8 pieds, aux manuels ou à la pédale.
- Arpone 16 au Récit : Orgue Tamburini III/40 de l’église Saint-Charles de Monaco 1975.
- Arpone 8 à l’Organo Eco (clavier d’écho) : Caprino Bergamasco, Chiesa S. Biagio (Italie) – Orgue Serassi II/53 (opus 603) - Bergamo 1851
- Arpone 8 à l’Eco (clavier d’écho) : Église Saints Pierre et Paul d’Arese (Italie) – Orgue Ermolli Vittore II/41 - Varese 1890